# Street Survivors : The True Story of the Lynyrd Skynyrd Plane Crash
Pour plus de détails, voir Fiche technique et Distribution.
Street Survivors : The True Story of the Lynyrd Skynyrd Plane Crash est un film dramatique musical américain de 2020, réalisé par Jared Cohn et écrit par Cohn et Brian Perera. Le film est un biopic qui retrace le crash d'avion ayant causé la mort de plusieurs membres du groupe de rock Lynyrd Skynyrd.
Le film a été présenté pour la première fois au Hollywood Reel Independent Film Festival 2020 et il est sorti le 30 juin 2020 en DVD, Blu-Ray et vidéo à la demande.

## Distribution
- Ian Shultis : Artimus Pyle
- Taylor Clift : Ronnie Van Zant
- Samuel Kay Forrest : Steve Gaines
- Rich Dally III : Allen Collins
- ierra Intoccio : Leslie Hawkins
- Lelia Symington : Cassie Gaines
- Chris Peritore : Ed King
- Neill Byrnes : Steven Tyler
- Kelly Lynn Reiter : Margie
- Anthony Rocco Bovo : Joe Perry
- Keith Sutliff : Everett Farley
- Hudson Long : Billy Powell
- Nick Cairo : Leon Wilkeson
- Collin Lee Ellis : Kevin Elson
- Mark Dippolito : Ron Eckerman
- Anthony Jensen : agent Wallace
- Alyssa Talbot : l’infirmière
- Marley Uribe: Emma, la groupie
- Bill Devlin: le directeur de l’hôtel
- Julie Zimmer: JoJo Billingsley
- Sean McNabb: David Krebs
- Navarone Garibaldi: Gary Rossington
- Jor-el Vaasborg : employé de l’hôpital[3],[4]

## Production
Le 23 juin 2016, il a été rapporté que Cleopatra Entertainment produisait un biopic sur le groupe de rock Lynyrd Skynyrd, dont l’avion de leur tournée s’est écrasé le 20 octobre 1977, lorsqu'il est tombé en panne de carburant au-dessus du Mississippi. L’accident a tué trois membres du groupe : Ronnie Van Zant (chanteur), Steve Gaines (guitariste) et Cassie Gaines (choriste), Dean Kilpatrick (assistant road manager) et les deux pilotes. Jared Cohn devait réaliser le film à partir de son propre script et de celui de Brian Perera, basé sur l’histoire originale de l’accident d’avion écrite par l’un des membres du groupe, Artimus Pyle. Le 3 avril 2017, les acteurs principaux ont été annoncés, notamment Ian Shultis dans le rôle de Pyle, Taylor Clift dans le rôle de Ronnie Van Zant, Samuel Kay Forrest dans le rôle de Steve Gaines, Rich Dally III dans le rôle d’Allen Collins et Sean McNabb. Le 23 avril, Neill Byrnes et Anthony Rocco Bovo ont été choisis pour jouer Steven Tyler et Joe Perry, respectivement, tandis que les autres acteurs comprenaient Keith Sutliff, Hudson Long dans le rôle de Billy Powell et Nick Cairo dans le rôle de Leon Wilkeson.
Le tournage principal du film a commencé le 24 avril 2017 à Los Angeles.
Le 28 août 2017, un juge de la Cour de district des États-Unis a émis une injonction judiciaire, bloquant la production du film. Le 10 octobre 2018, un panel de trois juges de la Cour d'appel des États-Unis pour le deuxième circuit à Manhattan a annulé l’injonction précédente contre Street Survivors.

## Réception critique
Le film obtient un score d’audience de 58% sur Rotten Tomatoes